# Nanna Börjesson
Nanna Tullia Elisabeth Börjesson, född 21 mars 1838 i Veckholms socken i Uppsala län, död 20 februari 1872 i Düsseldorf i Tyskland, var en svensk dramatiker.
Börjessons dramatiska produktion omfattar endast två verk, Fröken Elisabeth och Mäster Fröjd, båda uppförda på Kungliga Dramatiska Teatern 1869. I Fröken Elisabeth förde Börjesson en för tiden djärv diskussion om kvinnans ställning inom äktenskapet. Med detta kom hon att bli en föregångare till 1880-talets kvinnliga dramatiker.

## Digitaliserade verk
- Börjesson, Nanna (1989). Mäster Fröjd [Elektronisk resurs Dramatisk teckning]. Libris 13913755. http://www.dramawebben.se/pjas/master-frojd